# ديك سميث (رجل أعمال)
ديك سميث (بالإنجليزية: Dick Smith)‏ هو شخصية أعمال ورائد أعمال أسترالي، ولد في 18 مارس 1944 في Roseville, New South Wales ‏ في أستراليا.